# Herb Thomas
Herbert Watson „Herb“ Thomas (* 6. April 1923 in Olivia, North Carolina; † 9. August 2000 in Sanford, North Carolina) war ein US-amerikanischer NASCAR-Rennfahrer und einer der erfolgreichsten Fahrer in den 1950er Jahren. 
Er starb im Alter von 77 Jahren an einem Herzinfarkt. Thomas inspirierte den Charakter „Doc Hudson“ in dem Pixar-Film „Cars“.
Sein jüngerer Bruder Donald (1932–1977) war ebenfalls NASCAR-Rennfahrer und wurde 1952 der jüngste Rennsieger in der höchsten NASCAR-Division, bevor Kyle Busch (und später Joey Logano) jenen Rekord 53 Jahre später unterbot.

## Hintergrund
Thomas, der in der kleinen Stadt Olivia in North Carolina geboren wurde, arbeitete in den 1940er Jahren als Farmer sowie in einer Sägemühle, bevor er sich dem Automobilsport zuwandte.

## NASCAR-Karriere
Im Jahre 1949 nahm Thomas am ersten Rennen von NASCAR in der als Strictly Stock bezeichneten Cup-Serie teil und absolvierte vier Starts in der ersten Saison. Im darauffolgenden Jahr ging er in 13 Rennen der Serie an den Start. Seinen ersten Sieg erzielte er auf dem Martinsville Speedway mit einem privaten Plymouth.

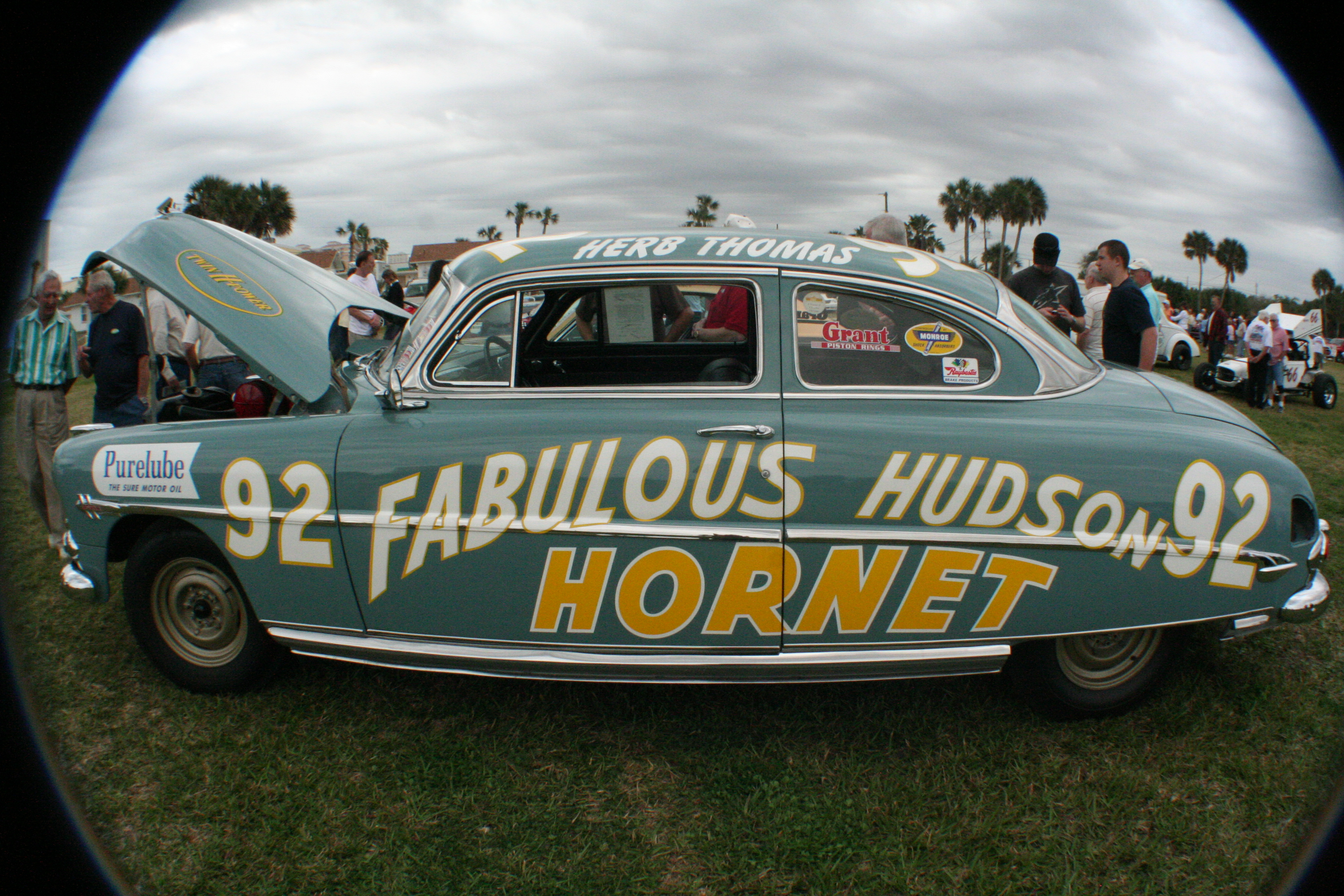
Herb Thomas’ Fabulous Hudson Hornet

In die Saison 1951 startete Thomas mit moderatem Erfolg in seinem Plymouth sowie einem Sieg mit einem Oldsmobile, bevor er auf Empfehlung seines Fahrerkollegen Marshall Teague in einen Hudson Hornet wechselte. Thomas gewann das Southern 500 leicht und einfach, sodass der Wagen als Fabulous Hudson Hornet bekannt wurde. Dieser Sieg war nur einer von sechs innerhalb von zwei Monaten. Mit diesem späten Angriff in der Saison gewann Thomas die Meisterschaft knapp vor Fonty Flock. Mit Hilfe seines Crew Chiefs Smokey Yunick wurde er der erste Fahrer und Wageneigentümer in Personalunion, der die Meisterschaft erringen konnte.
In der darauffolgenden Saison 1952 war Thomas mit seiner Hornet (deutsch „Hornisse“) erneut in einem knappen Rennen um den Titel in den Kampf mit einem Flock involviert, und zwar mit Fontys jüngerem Bruder Tim Flock. Beide Fahrer konnten jeweils acht Mal in der Saison gewinnen, am Ende sicherte sich aber Flock mit geringem Vorsprung die Meisterschaft.
Die Antwort auf die knappe Niederlage im Titelrennen lieferte Thomas in der Saison 1953, die er dominierte und in der er insgesamt zwölf Mal gewann. Am Ende der Saison war er erster zweifacher Meister der Serie. Die gleiche Anzahl an Siegen erreichte Thomas in der Saison 1954, darunter auch im Southern 500, unterlag in der Meisterschaft jedoch dem insgesamt zuverlässiger fahrenden Lee Petty.
Nach vier erfolgreichen Jahren mit dem Hudson wechselte Thomas in der Saison 1955 in Chevrolets und Buicks. Ein heftiger Unfall am Steuer eines Buick bei einem Rennen in Charlotte, North Carolina, zwang ihn zu einem halben Jahr Pause. Nach seiner Rückkehr siegte er zum dritten Mal beim Southern 500, diesmal in einem Chevrolet. Mit zwei weiteren Siegen in der Saison beendete er die Meisterschaft als Fünfter.
In der Saison 1956 gab er für kurze Zeit seine Rolle als Fahrer und gleichzeitig Teambesitzer auf, nachdem er einen frühen Saisonsieg erzielte. Für Yunick konnte er einen Sieg einfahren sowie drei Siege in aufeinanderfolgenden Rennen für Carl Kiekhaefer. Gegen Ende der Saison war er wieder sein eigener Teamchef und wurde im Kampf um die Meisterschaft von Buck Baker geschlagen, als er sich beim Rennen in Shelby, North Carolina, ernsthaft verletzte. Dieser Unfall bedeutete das Ende seiner NASCAR-Karriere, obwohl er 1957 noch für zwei und 1962 für ein Rennen an den Start ging, allerdings keinen Erfolg hatte.